# NGC 590
NGC 590 je spirální galaxie s příčkou v souhvězdí Andromedy. Její zdánlivá jasnost je 13m a úhlová velikost 2,6′ × 1,3′. Je vzdálená 229 milionů světelných let. Galaxii objevil 22. září 1865 Heinrich d'Arrest.